# 上海文艺医院
上海文艺医院是位於中國上海市徐匯區衡复风貌区天平路40號的一家隶属于上海广播电视台的公立醫院，該醫院自認為的特色科室有皮肤科、中医、口腔科。該醫院同時與上海交通大学医学院有合作關係。

## 歷史
周恩來來上海視察期間，有文藝界人士抱怨醫療資源不足。上海當局得知後於1961年1月組建上海文艺医院。英若诚、胡松华、李谷一、朱逢博、丁是娥、马莉莉、童祥苓等都来該醫院看過聲音嘶啞問題。